# زهو لياو
زهو لياو (بالصينية: 周燎) (2 فبراير 1989 بووهان في الصين - ) هو لاعب كرة قدم صيني في مركز الهجوم. شارك مع منتخب الصين تحت 20 سنة لكرة القدم. أما مع النوادي، فقد لعب مع نادي تيانجين تيدا وWuhan Optics Valley F.C. ‏ ونادي ووهان.

## وصلات خارجية
- زهو لياو على موقع قاعدة بيانات كرة القدم.إي يو (الإنجليزية)
- زهو لياو على موقع Soccerway.com (الإنجليزية)